# Marko Lozo
Marko Lozo (Split, 12. srpnja 1988.) je bivši hrvatski nogometaš, trener i trenutačno stručni nogometni analitičar na HTV-u.

## Igračka karijera
Nastupao je za Imotski, Šibenik, Rudeš, Strmec Bedenicu, Güssing iz Austrije i Jarun.

## Trenerska karijera
Radio je u mlađim kategorijama splitskoga Hajduka, a bio je i privremeni trener Hajduka u 2016. godini, između ostavke Marijana Pušnika i dolaska novog trenera Joana Carrilla. Vodio je Hajdukovu momčad u Koprivnici protiv Slaven Belupa.
U listopadu 2018. je preuzeo klupu zagrebačkog Rudeša ali je nakon sedam uzastopnih poraza u prosincu iste godine dobio otkaz.

## Uspjesi
Drugu momčad Hajduka (Hajduk II) odveo je do naslova prvaka 3. HNL – Jug. Naslov su osvojili uvjerljivo. Plasirali su se u 2. HNL ali nije mogao voditi momčad jer nije imao licencu za vođenje momčadi u drugoj ligi.

## Vanjske poveznice
- Marko Lozo na transfermarkt.com